# Campionati cechi di sci alpino 2011
I Campionati cechi di sci alpino 2011 si sono svolti a Špindlerův Mlýn dal 24 al 27 marzo. Il programma ha incluso gare di supergigante, slalom gigante, slalom speciale e supercombinata, tutte sia maschili sia femminili.
Trattandosi di competizioni valide anche ai fini del punteggio FIS, hanno potuto partecipare anche sciatori di altre federazioni, senza che questo consentisse loro di concorrere al titolo nazionale ceco.

## Risultati

### Uomini

#### Supergigante
| Pos. | Atleta            | Nazione    | Tempo   |
| ---- | ----------------- | ---------- | ------- |
| 1    | Petr Záhrobský    | Rep. Ceca  | 1:10,57 |
| 2    | Ondřej Bank       | Rep. Ceca  | 1:10,84 |
| 3    | Adam Zika         | Rep. Ceca  | 1:11,50 |
| 4    | Martin Vráblík    | Rep. Ceca  | 1:11,95 |
| 5    | Kryštof Krýzl     | Rep. Ceca  | 1:11,98 |
| 6    | Maciej Bydliński  | Polonia    | 1:12,39 |
| 7    | Jaroslav Babušiak | Slovacchia | 1:12,65 |
| 8    | Filip Trejbal     | Rep. Ceca  | 1:12,71 |
| 9    | Ondřej Berndt     | Rep. Ceca  | 1:12,79 |
| 10   | Adam Žampa        | Slovacchia | 1:13,04 |

Data: 24 marzo

Località: Špindlerův Mlýn

#### Slalom gigante
| Pos. | Atleta            | Nazione    | Tempo   |
| ---- | ----------------- | ---------- | ------- |
| 1    | Ondřej Bank       | Rep. Ceca  | 2:24,20 |
| 2    | Kryštof Krýzl     | Rep. Ceca  | 2:25,72 |
| 3    | Martin Vráblík    | Rep. Ceca  | 2:26,32 |
| 4    | Adam Žampa        | Slovacchia | 2:26,75 |
| 5    | Adam Zika         | Rep. Ceca  | 2:26,87 |
| 6    | Jaroslav Babušiak | Slovacchia | 2:28,17 |
| 7    | Ondřej Berndt     | Rep. Ceca  | 2:28,45 |
| 7    | Filip Trejbal     | Rep. Ceca  | 2:28,45 |
| 9    | Hugh Stevens      | Australia  | 2:28,51 |
| 10   | Šimon Štancel     | Slovacchia | 2:30,43 |

Data: 26 marzo

Località: Špindlerův Mlýn

#### Slalom speciale
| Pos. | Atleta            | Nazione    | Tempo   |
| ---- | ----------------- | ---------- | ------- |
| 1    | Kryštof Krýzl     | Rep. Ceca  | 1:39,69 |
| 2    | Adam Žampa        | Slovacchia | 1:41,12 |
| 3    | Jaroslav Babušiak | Slovacchia | 1:42,61 |
| 4    | Adam Zika         | Rep. Ceca  | 1:43,49 |
| 5    | Jan Čermák        | Rep. Ceca  | 1:44,28 |
| 6    | Matej Falat       | Slovacchia | 1:44,48 |
| 7    | Matej Kutlik      | Slovacchia | 1:45,82 |
| 8    | Jakub Kupcok      | Slovacchia | 1:46,06 |
| 9    | Vojta Pršala      | Rep. Ceca  | 1:46,45 |
| 10   | Lukáš Chmelař     | Rep. Ceca  | 1:46,70 |

Data: 27 marzo

Località: Špindlerův Mlýn

#### Supercombinata
| Pos. | Atleta            | Nazione    | Tempo   |
| ---- | ----------------- | ---------- | ------- |
| 1    | Ondřej Bank       | Rep. Ceca  | 1:51,02 |
| 2    | Filip Trejbal     | Rep. Ceca  | 1:52,86 |
| 3    | Kryštof Krýzl     | Rep. Ceca  | 1:52,95 |
| 4    | Maciej Bydliński  | Polonia    | 1:53,16 |
| 5    | Martin Vráblík    | Rep. Ceca  | 1:53,72 |
| 6    | Jaroslav Babušiak | Slovacchia | 1:54,34 |
| 7    | Adam Žampa        | Slovacchia | 1:54,45 |
| 8    | Ondřej Berndt     | Rep. Ceca  | 1:54,84 |
| 9    | Jan Čermák        | Rep. Ceca  | 1:56,06 |
| 10   | Michał Kłusak     | Polonia    | 1:56,32 |

Data: 24 marzo

Località: Špindlerův Mlýn

### Donne

#### Supergigante
| Pos. | Atleta             | Nazione    | Tempo   |
| ---- | ------------------ | ---------- | ------- |
| 1    | Andrea Zemanová    | Rep. Ceca  | 1:13,50 |
| 2    | Kristina Saalová   | Slovacchia | 1:13,65 |
| 3    | Barbara Kantorová  | Slovacchia | 1:13,74 |
| 4    | Klára Křížová      | Rep. Ceca  | 1:13,96 |
| 5    | Zuzana Matoušová   | Rep. Ceca  | 1:14,14 |
| 6    | Daniela Marková    | Rep. Ceca  | 1:14,33 |
| 7    | Karolína Kloučková | Rep. Ceca  | 1:14,70 |
| 8    | Veronika Bubáková  | Rep. Ceca  | 1:14,72 |
| 9    | Nikol Kučerová     | Rep. Ceca  | 1:14,91 |
| 10   | Pavla Klicnarová   | Rep. Ceca  | 1:15,12 |

Data: 24 marzo

Località: Špindlerův Mlýn

#### Slalom gigante
| Pos. | Atleta               | Nazione    | Tempo   |
| ---- | -------------------- | ---------- | ------- |
| 1    | Kateřina Pauláthová  | Rep. Ceca  | 2:21,76 |
| 2    | Barbara Kantorová    | Slovacchia | 2:22,59 |
| 3    | Jana Skvarková       | Slovacchia | 2:23,26 |
| 4    | Karolína Kloučková   | Rep. Ceca  | 2:25,18 |
| 5    | Martina Dubovská     | Rep. Ceca  | 2:25,44 |
| 6    | Daniela Marková      | Rep. Ceca  | 2:25,44 |
| 7    | Petra Vlhová         | Slovacchia | 2:25,72 |
| 8    | Katarzyna Karasińska | Polonia    | 2:26,50 |
| 9    | Dominika Drozdíková  | Rep. Ceca  | 2:26,62 |
| 10   | Klára Křížová        | Rep. Ceca  | 2:28,09 |

Data: 25 marzo

Località: Špindlerův Mlýn

#### Slalom speciale
| Pos. | Atleta                | Nazione    | Tempo   |
| ---- | --------------------- | ---------- | ------- |
| 1    | Katarzyna Karasińska  | Polonia    | 1:50,94 |
| 2    | Eva Kurfürstová       | Rep. Ceca  | 1:52,18 |
| 3    | Michaela Smutná       | Rep. Ceca  | 1:52,27 |
| 4    | Jana Skvarková        | Slovacchia | 1:53,58 |
| 5    | Kateřina Kotrlová     | Rep. Ceca  | 1:54,04 |
| 6    | Veronika Rudolfová    | Rep. Ceca  | 1:54,10 |
| 7    | Andrea Zemanová       | Rep. Ceca  | 1:54,73 |
| 8    | Martina Dubovská      | Rep. Ceca  | 1:55,23 |
| 9    | Valentina Volopichová | Rep. Ceca  | 1:55,84 |
| 10   | Ester Ledecká         | Rep. Ceca  | 1:56,61 |

Data: 27 marzo

Località: Špindlerův Mlýn

#### Supercombinata
| Pos. | Atleta                | Nazione    | Tempo   |
| ---- | --------------------- | ---------- | ------- |
| 1    | Barbara Kantorová     | Slovacchia | 1:56,69 |
| 2    | Kristína Saalová      | Slovacchia | 1:57,05 |
| 3    | Jana Skvarková        | Slovacchia | 1:57,98 |
| 4    | Karolína Kloučková    | Rep. Ceca  | 1:58,09 |
| 5    | Andrea Zemanová       | Rep. Ceca  | 1:58,27 |
| 6    | Zuzana Matoušová      | Rep. Ceca  | 1:58,58 |
| 7    | Martina Dubovská      | Rep. Ceca  | 1:58,95 |
| 8    | Veronika Bubáková     | Rep. Ceca  | 1:59,91 |
| 9    | Valentina Volopichová | Rep. Ceca  | 2:00,23 |
| 10   | Petra Vlhová          | Slovacchia | 2:00,51 |

Data: 24 marzo

Località: Špindlerův Mlýn